# Tortula bipedicellata
Tortula bipedicellata là một loài rêu trong họ Pottiaceae. Loài này được E. Britton mô tả khoa học đầu tiên năm 1896.